# Pont de Sant Jordi
Il Pont de Sant Jordi è un ponte che si trova ad Alcoy nella Comunità Valenciana e che attraversa il fiume Serpis.
Il ponte è considerato l'immagine più popolare della città ed è stato costruito secondo lo stile dell'art déco, del quale è una delle opere più imponenti in tutta la Spagna.
Il progetto del ponte risale al 1876, ma i lavori non si concretizzarono fino all'estate del 1923 per iniziare poi nel 1925.
Gli autori del ponte furono l'architetto Víctor Eusa e gli ingegneri Carmelo Monzón Reparaz e Vicente Redón che, durante i lavori, si avvalsero della collaborazione dell'ingegnere civile Alfonso Peña Boeuf.
Il ponte ha quattro sostegni principali ed è lungo 245 metri e alto 45,40 metri. È realizzato in cemento armato mentre i puntelli sono in bugnato e muratura.
L'opera collega il centro storico di Alcoy con la zona di espansione l'Eixample ed è stato finanziato dal comune di Alcoy con un budget di 1.336.824 di pesetas.
Fu inaugurato il 26 marzo 1931.